# L'ultima recita
L'ultima recita (Letter of Introduction) è un film del 1938 diretto e prodotto da John M. Stahl.

## Trama
Kay, una giovane attrice arriva dalla provincia con una lettera di presentazione per un famoso attore di teatro il quale si scoprirà essere suo padre naturale. Il grande attore prende sotto le sue ali la giovane debuttante, cosa che crea pettegolezzi a non finire. Pure un giovane corteggiatore della ragazza sospetta di una relazione illecita tra i due. E quando per un incidente, l'anziano attore muore, Kay dovrà cercare di convincerlo della verità.

## Produzione
Il film fu prodotto dall'Universal Pictures.

## Distribuzione
Distribuito dall'Universal Pictures, uscì nelle sale cinematografiche USA il 5 agosto 1938.